# Pseudostellaria heterophylla
Pseudostellaria heterophylla är en nejlikväxtart som först beskrevs av Friedrich Anton Wilhelm Miquel, och fick sitt nu gällande namn av Ferdinand Albin Pax. Pseudostellaria heterophylla ingår i släktet Pseudostellaria och familjen nejlikväxter. Inga underarter finns listade i Catalogue of Life.